# 橙黄榕
橙黄榕（学名：Ficus aurantiaca）是桑科榕属的一个种。分布于缅甸、泰国、台灣、越南、印度尼西亚、菲律宾等地。